# Acanthognathus rudis
Acanthognathus rudis is een mierensoort uit de onderfamilie van de Myrmicinae. De wetenschappelijke naam van de soort is voor het eerst geldig gepubliceerd in 1969 door Brown & Kempf.